# Junjun
Li Chun (en chino tradicional, 李純; en chino simplificado, 李纯; pinyin, Lǐ Chún; Yueyang, Hunan, China, 11 de febrero de 1988), más conocida por su nombre artístico de Junjun (ジュンジュン?), es una idol, cantante y actriz china. Fue miembro del grupo femenino japonés Morning Musume. Junto con Qian Lin, Junjun es reconocida en Japón por ser una de las únicas 2 miembros provinientes de china en la historia de Morning Musume. Actualmente su nombre artístico es Lǐ Qìnyáo (李沁謡)

## Biografía

### 2006
Junjun participó en el Super Girl Contest en el 2006, quedando entre las mejores 50 de la región Changsha, pero no resultó ganadora. 
Ella y las demás concursantes que no ganaron fueron contactadas por Tsunku para participar en las audiciones para Morning Musume en Beijing, China. 

### 2007
El 15 de marzo de 2007 Junjun y Linlin fueron anunciadas como las nuevas miembros de la octava generación de Morning Musume. El 6 de mayo de 2007, Junjun hizo su concierto debut en la graduación de Hitomi Yoshizawa en el Saitama Super Arena.

### 2008
Se anunció que Morning Musume colaboraría con el grupo de teatro femenino Takazuka en la producción de Cinderella the Musical de Rodgers y Hammerstein. El musical comenzó el 8 de agosto. Junjun asumió el papel de paje y princesa durante la producción.

### 2009
Se anunció que Morning Musume asistiría al evento anual, Anime Expo, en Los Ángeles,California en julio de 2009. Toda la formación actual, incluido Junjun, asistieron al evento como invitados de honor. Morning Musume realizó sesiones de autógrafos y un concierto en la convención. La cantidad de fanáticos que asistieron al evento fue de más de 7,000 personas. Para el Hello! Project Chanpuru ① ~Happy Marriage Song Cover Shuu~, Ella fue asignada para ser parte del nuevo grupo aleatorio, Zoku v-u-den (Anteriormente conocido como v-u-den) junto a Sayumi Michishige y Risako Sugaya.

### 2010
El 16 de mayo de 2010, Junjun anunció con Linlin que actuarían con Natsuyaki Miyabi y el exmiembro de Morning Musume Kusumi Koharu en Shanghái durante junio como una unidad especial de 4 nin que más tarde se llamaría Ex-ceed !.
El 8 de agosto de 2010 en el concierto de Nakano Sun plaza de 「Hello! Project 2010 SUMMER～FANKORA！～Nakano basho・hiru～」 se anunció que tanto ella como kamei Eri y Linlin se graduarían. Junjun y Linlin regresaran a China para concentrarse en la carrera como cantante ya con la experiencia en Morning Musume y el dominar el japonés les ha servido bastante.
El 15 de diciembre de 2010 Junjun se graduo de Morning musume y Hello! Project Con Linlin y Eri Kamei

### 2011
En junio, Junjun regresó a Japón, poco antes, Linlin también regresó a Japón. En la cuenta de Weibo de Junjun se anunció que aparecería en una película titulada "Ai yi Miao".
En septiembre, Junjun se inscribió en la Academia de Cine de Beijing.
Más adelante en el año, se convirtió en una de las Game Girls promocionales para un juego chino llamado Rise of Dynasty.

### 2014
El 3 de noviembre, Junjun se casó con el músico y productor chino Zheng Nan.

### 2015
En mayo de 2015, Junjun anunció a través de su cuenta de Weibo que cambió su nombre chino de Lǐ Chún (李纯) a Lǐ Qìnyáo (李 沁 謡) por su trabajo profesional, pero no reveló las razones del cambio.

### 2020
El 28 de mayo reveló a través de su cuenta de Weibo que dio a luz a su primer hijo.

## Trabajos

### Musicales
- シンデレラ the ミュージカル (Cinderella the Musical)